# ميشيل بورغيس
ميشيل بورغيس (بالبرتغالية: Michel Borges‏) (مواليد 16 يونيو 1991) هو ملاكم برازيلي، مثّل بلاده في الألعاب الأولمبية الصيفية 2016.

## روابط خارجية
ميشيل بورغيس على موقع أوليمبيديا (الإنجليزية)
- ميشيل بورغيس على موقع اللجنة الأولمبية البرازيلية (البرتغالية)